# Ctenurella
 Ctenurella  ist eine ausgestorbene Fischgattung aus der Gruppe der Placodermi („Panzerfische“) aus der Zeit des Oberdevon. Die monotypische Gattung wurde mit der Art Ctenurella gladbachensis 1960 zum ersten Mal wissenschaftlich beschrieben. Das Art-Epitheton bezieht sich auf den Fundort Bergisch Gladbach in der Paffrather Kalkmulde.

## Beschreibung

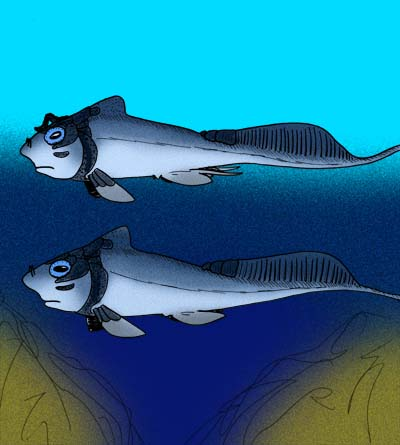
Ctenurella gladbachensis,
Lebendrekonstruktion eines männlichen (oben) und eines weiblichen Fisches.

Ctenurella wurde etwa 18 bis 20 cm lang und hatte ein äußeres Erscheinungsbild, sowie Kiefer und Zahnplatten die stark an die Seekatzen (Chimaeriformes) erinnern. Eine früher oft angenommene Verwandtschaft besteht aber nicht. Denn trotz des reduzierten und nur schwach entwickelten Exoskletts, das bei Ctenurella vor allem den Schulterbereich umgab, sowie den oberen und seitlichen Kopfbereich (mit einer hufeisenförmigen, vorn offenen Spange um die Orbita), gehört Ctenurella eindeutig zu den Placodermi. Ctenurella hatte zwei Rückenflossen, die erste war dreieckig und lag direkt hinter dem Hinterkopf, die zweite lag hinter den Bauchflossen, war bogenförmig und wurde vorne von zwei dicken Stacheln geschützt. Wie bei Seekatzen oder Grenadierfischen lief der Körper in einem spitzen Schwanzfaden aus, auf dessen Dorsalseite sich noch eine kleine Schwanzflosse befand. Die Brustflossen waren relativ groß und saßen relativ weit unten hinter dem unteren Kiemenschlitzrand. Die Bauchflossen befanden sich zwischen erster und zweiter Rückenflosse. Hier zeigte sich ein Geschlechtsdimorphismus, die Bauchflossen der Männchen waren mit hakenförmigen Klaspern versehen. Das Maul war unterständig, die vorstehende „Nase“ wurde durch zwei Rostralknorpel gestützt. Ober- und Unterkiefer waren jeweils mit einem Paar Zahnplatten besetzt. Der Kopf war breit und kurz; unmittelbar hinter dem Hinterkopf lag die höchste Stelle des Fischkörpers.

## Systematik
Ctenurella gehört zu den Ptyctodontida, der Placodermengruppe, die die stärkste Ähnlichkeit mit modernen Fischen hatte, einen deutlichen Sexualdimorphismus zeigte und bei der inzwischen Viviparie nachgewiesen wurde. Für einige australische Formen, die ursprünglich ebenfalls Ctenurella zugeordnet wurden, sind inzwischen eigene Gattungen aufgestellt worden.